# Giải Feyenoord Jubileum
Giải Feyenoord Jubileum là một giải đấu bóng đá giao hữu trong hai ngày 1 và 3 tháng 8 năm 2008. Giải đấu là một trong những hoạt động xung quanh lễ kỷ niệm 100 năm của câu lạc bộ bóng đá Feyenoord Rotterdam.
Mỗi đội sẽ đá hai trận. Các trận đấu được chơi trên sân vận động De Kuip.

## Các đội tham dự
- Feyenoord Rotterdam
- Celtic
- Tottenham Hotspur
- Borussia Dortmund

## Bảng xếp hạng
| Câu lạc bộ          | Trận | Thắng | Hòa | Thua | BT | BB | +/- | Điểm |
| ------------------- | ---- | ----- | --- | ---- | -- | -- | --- | ---- |
| Tottenham Hotspur   | 2    | 2     | 0   | 0    | 5  | 0  | +5  | 6    |
| Celtic              | 2    | 1     | 0   | 1    | 3  | 3  | +0  | 3    |
| Borussia Dortmund   | 2    | 1     | 0   | 1    | 2  | 4  | -2  | 3    |
| Feyenoord Rotterdam | 2    | 0     | 0   | 2    | 2  | 5  | -3  | 0    |

## Kết quả
| Tottenham Hotspur                   | 2–0 | Celtic |
| ----------------------------------- | --- | ------ |
| Darren Bent 24' · David Bentley 79' |     |        |

| Feyenoord               | 1–2 | Borussia Dortmund         |
| ----------------------- | --- | ------------------------- |
| Georginio Wijnaldum 41' |     | Kuba 5' · Sebastian Hille |

| Tottenham Hotspur                                           | 3-0 | Borussia Dortmund |
| ----------------------------------------------------------- | --- | ----------------- |
| Darren Bent 9' · Giovanni Dos Santos 54' · Jamie O´Hara 87' |     |                   |

| Feyenoord | 1–3 | Celtic                                                                |
| --------- | --- | --------------------------------------------------------------------- |
| Fer 56'   |     | Samaras 12' · Vennegoor of Hesselink 15' · Vennegoor of Hesselink 38' |